# پردیس سینمایی شهرک
پردیس سینمایی شهرک یک پردیس سینمایی در تهران، ایران است.
این پردیس سینمایی که جزئی از مجموعه تجاری و فرهنگی پلاتین در شهرک غرب است در تاریخ ۱۲ بهمن ۱۳۹۶ با ۴ سالن تأسیس شده‌است.